# تاريخ سريان المفعول
تاريخ سريان المفعول (بالإنجليزية:effective date أو as of date) هو التاريخ الذي يسري فيه شيء مثل قانون أقره البرلمان، يحدد قرار البرلمان تاريخ العمل بالقانون أي تاريخ بدء سريان القانون. وهو يختلف عن يوم اجتماع البرلمان وموافقته على القانون.
ويحدد عقد إيجار مثلا بدء عقد الإيجار ،فقد يوقع طرفي العقد على عقد الإيجار في مايو مثلا على أن يبدأ الإيجار في أول أكتوبر مثلا. ويُعرف تاريخ سريان المفعول في عقود عديدة مثل عقود التأمين، وعقود التوظيف، وعقود التوريد وغيرها.

## اقرأ أيضاً
- تأمين
- شراء
- فائدة
- بضائع مثلية
- عقد اشتقاقي
- تخصيص الأموال
- تزايد
- قسط مكتسب